# Finnország az 1976. évi nyári olimpiai játékokon
Finnország a kanadai Montréalban megrendezett 1976. évi nyári olimpiai játékok egyik részt vevő nemzete volt. Az országot az olimpián 14 sportágban 83 sportoló képviselte, akik összesen 6 érmet szereztek.

## Érmesek
| Érem  | Versenyző        | Sportág  | Versenyszám         |
| ----- | ---------------- | -------- | ------------------- |
| Arany | Lasse Virén      | Atlétika | Férfi 5000 m        |
| Arany | Lasse Virén      | Atlétika | Férfi 10 000 m      |
| Arany | Pertti Ukkola    | Birkózás | Kötöttfogás, 57 kg  |
| Arany | Pertti Karppinen | Evezés   | Férfi egypárevezős  |
| Ezüst | Antti Kalliomäki | Atlétika | Férfi rúdugrás      |
| Ezüst | Hannu Siitonen   | Atlétika | Férfi gerelyhajítás |

## Atlétika
Férfi
| Versenyző                                                  | Versenyszám     | Előfutam      | Előfutam      | Előfutam      | Negyeddöntő | Negyeddöntő | Negyeddöntő | Elődöntő | Elődöntő | Elődöntő | Döntő    | Döntő    |
| Versenyző                                                  | Versenyszám     | Idő           | Hely.         | Össz.         | Idő         | Hely.       | Össz.       | Idő      | Hely.    | Össz.    | Idő      | Helyezés |
| ---------------------------------------------------------- | --------------- | ------------- | ------------- | ------------- | ----------- | ----------- | ----------- | -------- | -------- | -------- | -------- | -------- |
| Ossi Karttunen                                             | 400 m           | 47,22         | 4.            | 18.           | 47,45       | 5.          | 25.         | kiesett  | kiesett  | kiesett  | kiesett  | kiesett  |
| Markku Kukkoaho                                            | 400 m           | 47,67         | 4.            | 26.           | 46,24       | 5.          | 10.         | kiesett  | kiesett  | kiesett  | kiesett  | kiesett  |
| Markku Laine                                               | 1500 m          | 3:45,32       | 8.            | 33.*          |             |             |             | kiesett  | kiesett  | kiesett  | kiesett  | kiesett  |
| Antti Loikkanen                                            | 1500 m          | 3:45,32       | 7.            | 33.*          |             |             |             | kiesett  | kiesett  | kiesett  | kiesett  | kiesett  |
| Lasse Orimus                                               | 5000 m          | 13:23,43      | 7.            | 7.            |             |             |             |          |          |          | kiesett  | kiesett  |
| Pekka Päivärinta                                           | 5000 m          | 13:45,77      | 2.            | 24.           |             |             |             |          |          |          | 13:46,61 | 13.      |
| Pekka Päivärinta                                           | 10 000 m        | nem ért célba | nem ért célba | nem ért célba |             |             |             |          |          |          | kiesett  | kiesett  |
| Martti Vainio                                              | 10 000 m        | 28:26,60      | 8.            | 18.           |             |             |             |          |          |          | kiesett  | kiesett  |
| Lasse Virén                                                | 10 000 m        | 28:14,95      | 3.            | 6.            |             |             |             |          |          |          | 27:40,38 |          |
| Lasse Virén                                                | 5000 m          | 13:33,39      | 4.            | 13.           |             |             |             |          |          |          | 13:24,76 |          |
| Lasse Virén                                                | Maraton         |               |               |               |             |             |             |          |          |          | 2:13:10  | 5.       |
| Håkan Spik                                                 | Maraton         |               |               |               |             |             |             |          |          |          | 2:17:50  | 16.      |
| Jukka Toivola                                              | Maraton         |               |               |               |             |             |             |          |          |          | 2:20:26  | 27.      |
| Tapio Kantanen                                             | 3000 m akadály  | 8:20,82       | 2.            | 3.            |             |             |             |          |          |          | 8:12,60  | 4.       |
| Ismo Toukonen                                              | 3000 m akadály  | 8:27,96       | 5.            | 10.           |             |             |             |          |          |          | 8:42,74  | 12.      |
| Hannu Mäkelä Ossi Karttunen Stig Lönnqvist Markku Kukkoaho | 4 × 400 m váltó | 3:05,02       | 5.            | 7.            |             |             |             |          |          |          | 3:06,51  | 8.       |

| Versenyző          | Versenyszám   | Selejtező | Selejtező | Döntő        | Döntő        |
| Versenyző          | Versenyszám   | Eredmény  | Helyezés  | Eredmény     | Helyezés     |
| ------------------ | ------------- | --------- | --------- | ------------ | ------------ |
| Tapani Haapakoski  | Rúdugrás      | 510 cm    | 12.***    | 520 cm       | 15.          |
| Antti Kalliomäki   | Rúdugrás      | 510 cm    | 1.****    | 550 cm       |              |
| Pentti Kuukasjärvi | Hármasugrás   | 16,31 m   | 11.       | 16,23 m      | 10.          |
| Reijo Ståhlberg    | Súlylökés     | 19,40 m   | 11.       | 18,99 m      | 12.          |
| Pentti Kahma       | Diszkoszvetés | 62,10 m   | 5.        | 63,12 m      | 6.           |
| Markku Tuokko      | Diszkoszvetés | 59,80 m   | 17.       | kiesett      | kiesett      |
| Seppo Hovinen      | Gerelyhajítás | 89,76 m   | 1.        | 84,26 m      | 7.           |
| Jorma Jaakola      | Gerelyhajítás | 83,84 m   | 6.        | visszalépett | visszalépett |
| Hannu Siitonen     | Gerelyhajítás | 79,38 m   | 16.       | 87,92 m      |              |

| Versenyző       | Versenyszám | 100 m | 100 m | Távolugrás | Távolugrás | Súlylökés        | Súlylökés        | Magasugrás    | Magasugrás    | 400 m         | 400 m         | 110 m gát     | 110 m gát     | Diszkoszvetés | Diszkoszvetés | Rúdugrás      | Rúdugrás      | Gerelyhajítás | Gerelyhajítás | 1500 m        | 1500 m        | Végeredmény   | Végeredmény   |
| Versenyző       | Versenyszám | Idő   | Pont  | Eredmény   | Pont       | Eredmény         | Pont             | Eredmény      | Pont          | Idő           | Pont          | Idő           | Pont          | Eredmény      | Pont          | Eredmény      | Pont          | Eredmény      | Pont          | Idő           | Pont          | Pont          | Helyezés      |
| --------------- | ----------- | ----- | ----- | ---------- | ---------- | ---------------- | ---------------- | ------------- | ------------- | ------------- | ------------- | ------------- | ------------- | ------------- | ------------- | ------------- | ------------- | ------------- | ------------- | ------------- | ------------- | ------------- | ------------- |
| Johannes Lahti  | Tízpróba    | 10,89 | 885   | 728 cm     | 881        | 13,66 m          | 708              | 200 cm        | 803           | 49,34         | 845           | 15,31         | 812           | 38,52 m       | 635           | 420 cm        | 673           | 61,72 m       | 764           | 4:45,90       | 644           | 7650          | 11.           |
| Heikki Leppänen | Tízpróba    | 11,71 | 709   | 648 cm     | 693        | nem állt rajthoz | nem állt rajthoz | nem ért célba | nem ért célba | nem ért célba | nem ért célba | nem ért célba | nem ért célba | nem ért célba | nem ért célba | nem ért célba | nem ért célba | nem ért célba | nem ért célba | nem ért célba | nem ért célba | nem ért célba | nem ért célba |

Női
| Versenyző                                                                               | Versenyszám     | Előfutam | Előfutam | Előfutam | Negyeddöntő | Negyeddöntő | Negyeddöntő | Elődöntő | Elődöntő | Elődöntő | Döntő   | Döntő    |
| Versenyző                                                                               | Versenyszám     | Idő      | Hely.    | Össz.    | Idő         | Hely.       | Össz.       | Idő      | Hely.    | Össz.    | Idő     | Helyezés |
| --------------------------------------------------------------------------------------- | --------------- | -------- | -------- | -------- | ----------- | ----------- | ----------- | -------- | -------- | -------- | ------- | -------- |
| Mona-Lisa Strandvall-Pursiainen                                                         | 100 m           | 11,62    | 6.       | 25.      | 11,72       | 7.          | 26.         | kiesett  | kiesett  | kiesett  | kiesett | kiesett  |
| Mona-Lisa Strandvall-Pursiainen                                                         | 200 m           | 24,52    | 5.       | 32.      | 24,10       | 7.          | 26.         | kiesett  | kiesett  | kiesett  | kiesett | kiesett  |
| Marika Eklund-Lindholm                                                                  | 400 m           | 53,64    | 6.       | 27.      | 54,07       | 6.          | 29.         | kiesett  | kiesett  | kiesett  | kiesett | kiesett  |
| Riitta Salin                                                                            | 400 m           | 52,57    | 2.       | 9.       | 51,62       | 1.          | 6.          | 51,26    | 4.       | 7.       | 50,98   | 7.       |
| Pirjo Wilmi-Häggman                                                                     | 400 m           | 52,73    | 4.       | 13.      | 51,35       | 3.          | 5.          | 51,03    | 3.       | 6.       | 50,56   | 4.       |
| Nina Holmén                                                                             | 1500 m          | 4:07,14  | 3.       | 3.       |             |             |             | 4:07,53  | 2.       | 10.      | 4:09,55 | 9.       |
| Marika Eklund-Lindholm Pirjo Wilmi-Häggman Mona-Lisa Strandvall-Pursiainen Riitta Salin | 4 × 400 m váltó | 3:26,30  | 3.       | 5.       |             |             |             |          |          |          | 3:25,87 | 6.       |

| Versenyző        | Versenyszám | Selejtező | Selejtező | Döntő    | Döntő    |
| Versenyző        | Versenyszám | Eredmény  | Helyezés  | Eredmény | Helyezés |
| ---------------- | ----------- | --------- | --------- | -------- | -------- |
| Susann Sundqvist | Magasugrás  | 180 cm    | 18.**     | 184 cm   | 15.*     |

* - egy másik versenyzővel azonos eredményt/időt ért el

** - két másik versenyzővel azonos eredményt ért el

*** - három másik versenyzővel azonos eredményt ért el

**** - tíz másik versenyzővel azonos eredményt ért el

## Birkózás
Kötöttfogású
| Versenyző          | Versenyszám | 1. forduló                            | 2. forduló                                       | 3. forduló                      | 4. forduló                      | 5. forduló                           | 6. forduló        | 7. forduló        | Döntő                                                                                  | Helyezés    |
| Versenyző          | Versenyszám | Ellenfél Eredmény                     | Ellenfél Eredmény                                | Ellenfél Eredmény               | Ellenfél Eredmény               | Ellenfél Eredmény                    | Ellenfél Eredmény | Ellenfél Eredmény | Ellenfél Eredmény                                                                      | Helyezés    |
| ------------------ | ----------- | ------------------------------------- | ------------------------------------------------ | ------------------------------- | ------------------------------- | ------------------------------------ | ----------------- | ----------------- | -------------------------------------------------------------------------------------- | ----------- |
| Pertti Ukkola      | 57 kg       | Hans-Jürgen Veil (FRG) · kizárták     | Farhat Musztafin (URS) · 6-5                     | Józef Lipień (POL) · 4-9        | Doncsecz József (HUN) · 14-3    | Mihai Boţilă (ROU) · kizárták        |                   |                   | 2. mérkőzés · Ivica Frgić (YUG) · 5-4 · Hozott eredmény · Farhat Musztafin (URS) · 6-5 |             |
| Pekka Hjelt        | 62 kg       | Gary Alexander (USA) · kétvállas      | Cshö Gjongszu (Choi Gyeong-su) (KOR) · kétvállas | Réczi László (HUN) · kizárták   | Ion Păun (ROU) · 4-11           | kiesett                              | kiesett           | kiesett           | kiesett                                                                                | 6.          |
| Markku Yli-Isotalo | 68 kg       | Lars-Erik Skiöld (SWE) · kétvállas    | Arona Mané (SEN) · kétvállas                     | Erol Mutlu (TUR) · kizárták     | Manfred Schöndorfer (FRG) · 3-9 | kiesett                              | kiesett           |                   | kiesett                                                                                | 8.          |
| Mikko Huhtala      | 74 kg       | Stanisław Krzesiński (POL) · kizárták | John Matthews (USA) · kizárták                   | Idalberto Barban (CUB) · 12-3   | Vítězslav Mácha (TCH) · 3-4     | Karl-Heinz Helbing (FRG) · kétvállas |                   |                   | kiesett                                                                                | 4.          |
| Keijo Manni        | 82 kg       | Giuseppe Vitucci (ITA) · kétvállas    | Vlagyimir Csebokszarov (URS) · 9-16              | Adam Ostrowski (POL) · kizárták | Takanisi Kazuhiro (JPN) · 6-15  | kiesett                              | kiesett           |                   | kiesett                                                                                | helyezetlen |

Szabadfogású
| Versenyző      | Versenyszám | 1. forduló                       | 2. forduló                                  | 3. forduló                              | 4. forduló                         | 5. forduló        | 6. forduló        | Döntő             | Helyezés    |
| Versenyző      | Versenyszám | Ellenfél Eredmény                | Ellenfél Eredmény                           | Ellenfél Eredmény                       | Ellenfél Eredmény                  | Ellenfél Eredmény | Ellenfél Eredmény | Ellenfél Eredmény | Helyezés    |
| -------------- | ----------- | -------------------------------- | ------------------------------------------- | --------------------------------------- | ---------------------------------- | ----------------- | ----------------- | ----------------- | ----------- |
| Kari Övermark  | 68 kg       | Lloyd Keaser (USA) · 4-20        | Gerhard Weisenberger (FRG) · 14-24          | kiesett                                 | kiesett                            | kiesett           | kiesett           | kiesett           | helyezetlen |
| Jarmo Övermark | 74 kg       | Ivan David (ISV) · kétvállas     | Keith Haward (GBR) · kétvállas              | Marin Pîrcălabu (ROU) · 6-11            | Manszur Barzegar (IRI) · kizárták  | kiesett           |                   | kiesett           | 7.          |
| Keijo Manni    | 90 kg       | Sukri Ljutviev (BUL) · kétvállas | Dashdorjiin Tserentogtokh (MGL) · kétvállas | Muhammad Salah-ud-din (PAK) · kétvállas | Paweł Kurczewski (POL) · kétvállas | kiesett           | kiesett           | kiesett           | helyezetlen |

## Cselgáncs
| Versenyző    | Versenyszám | Csoport | 32-es főtábla               | Nyolcaddöntő      | Negyeddöntő       | Elődöntő          | Vigaszág negyeddöntő | Vigaszág elődöntő | Bronz- mérkőzés   | Döntő             | Helyezés |
| Versenyző    | Versenyszám | Csoport | Ellenfél Eredmény           | Ellenfél Eredmény | Ellenfél Eredmény | Ellenfél Eredmény | Ellenfél Eredmény    | Ellenfél Eredmény | Ellenfél Eredmény | Ellenfél Eredmény | Helyezés |
| ------------ | ----------- | ------- | --------------------------- | ----------------- | ----------------- | ----------------- | -------------------- | ----------------- | ----------------- | ----------------- | -------- |
| Markku Airio | Nehézsúly   | B       | Vladimír Novák (TCH) · V    | kiesett           | kiesett           | kiesett           |                      |                   |                   |                   | 17.      |
| Markku Airio | Nyílt       | A       | Radomir Kovačević (YUG) · V | kiesett           | kiesett           | kiesett           |                      |                   |                   |                   | 16.      |

## Evezés
Férfi
| Versenyző                                              | Versenyszám              | Előfutam | Előfutam | Vigaszág | Vigaszág | Elődöntő | Elődöntő | Döntő   | Döntő   | Döntő   | Helyezés    |
| Versenyző                                              | Versenyszám              | Idő      | Hely.    | Idő      | Hely.    | Idő      | Hely.    | Típus   | Idő     | Hely.   | Helyezés    |
| ------------------------------------------------------ | ------------------------ | -------- | -------- | -------- | -------- | -------- | -------- | ------- | ------- | ------- | ----------- |
| Pertti Karppinen                                       | Egypárevezős             | 7:12,94  | 4.       | 7:06,81  | 1.       | 6:59,13  | 3.       | A       | 7:29,03 | 1.      |             |
| Leo Ahonen Kari Hanska                                 | Kormányos nélküli kettes | 7:02,62  | 3.       | erőnyerő | erőnyerő | 6:35,53  | 4.       | B       | 7:29,09 | 2.      | 8.          |
| Erkka Mattila Matti Salminen Jorma Hurme Pekka Pietilä | Kormányos nélküli négyes | 6:38,91  | 5.       | 6:21,54  | 4.       | kiesett  | kiesett  | kiesett | kiesett | kiesett | helyezetlen |

## Íjászat
| Versenyző       | Versenyszám  | 1. forduló | 1. forduló | 2. forduló | 2. forduló | Összesítés | Összesítés |
| Versenyző       | Versenyszám  | Pont       | Hely.      | Pont       | Hely.      | Pont       | Helyezés   |
| --------------- | ------------ | ---------- | ---------- | ---------- | ---------- | ---------- | ---------- |
| Kauko Laasonen  | Férfi egyéni | 1156       | 20.        | 1192       | 21.        | 2348       | 20.        |
| Kyösti Laasonen | Férfi egyéni | 1159       | 18.        | 1220       | 12.        | 2379       | 15.        |

## Kajak-kenu
Férfi
| Versenyző                                           | Versenyszám         | Előfutam | Előfutam | Előfutam | Vigaszág | Vigaszág | Vigaszág | Elődöntő | Elődöntő | Elődöntő | Döntő   | Döntő    |
| Versenyző                                           | Versenyszám         | Idő      | Hely.    | Össz.    | Idő      | Hely.    | Össz.    | Idő      | Hely.    | Össz.    | Idő     | Helyezés |
| --------------------------------------------------- | ------------------- | -------- | -------- | -------- | -------- | -------- | -------- | -------- | -------- | -------- | ------- | -------- |
| Hannu Kojo                                          | Kajak egyes 1000 m  | 4:01,44  | 3.       | 11.      | erőnyerő | erőnyerő | erőnyerő | 3:55,03  | 4.       | 14.      | kiesett | kiesett  |
| Hannu Kojo Kari Markkanen                           | Kajak kettes 500 m  | 1:44,51  | 2.       | 9.       | erőnyerő | erőnyerő | erőnyerő | 1:40,06  | 3.       | 8.       | 1:39,59 | 6.       |
| Heikki Mäkelä Eero Hynninen Ilkka Nummisto Unto Elo | Kajak négyes 1000 m | 3:16,29  | 5.       | 13.      | 3:13,13  | 5.       | 8.       | kiesett  | kiesett  | kiesett  | kiesett | kiesett  |
| Timo Grönlund                                       | Kenu egyes 500 m    | 2:14,40  | 3.       | 8.       | erőnyerő | erőnyerő | erőnyerő | 2:17,39  | 4.       | 12.      | kiesett | kiesett  |
| Timo Grönlund                                       | Kenu egyes 1000 m   | 4:30,93  | 5.       | 10.      | 4:19,71  | 4.       | 7.       | kiesett  | kiesett  | kiesett  | kiesett | kiesett  |

## Kerékpározás

### Országúti kerékpározás
Férfi
| Versenyző    | Versenyszám   | Idő             | Helyezés |
| ------------ | ------------- | --------------- | -------- |
| Harry Hannus | Mezőnyverseny | 4:49:01 (+2:09) | 20.      |

### Pálya-kerékpározás
Üldözőversenyek
| Versenyző    | Versenyszám  | Selejtező | Selejtező | Nyolcaddöntő                       | Nyolcaddöntő | Nyolcaddöntő | Negyeddöntő  | Negyeddöntő | Negyeddöntő | Elődöntő     | Elődöntő  | Elődöntő | Döntő        | Döntő     | Helyezés |
| Versenyző    | Versenyszám  | Idő       | Hely.     | Ellenfél Idő                       | Saját idő    | Hely.        | Ellenfél Idő | Saját idő   | Hely.       | Ellenfél Idő | Saját idő | Hely.    | Ellenfél Idő | Saját idő | Helyezés |
| ------------ | ------------ | --------- | --------- | ---------------------------------- | ------------ | ------------ | ------------ | ----------- | ----------- | ------------ | --------- | -------- | ------------ | --------- | -------- |
| Harry Hannus | Férfi egyéni | 4:57,11   | 12.       | Orfeo Pizzoferrato (ITA) · 4:48,41 | lekörözték   | 13.          | kiesett      | kiesett     | kiesett     | kiesett      | kiesett   | kiesett  | kiesett      | kiesett   | 13.      |

## Ökölvívás
| Versenyző       | Versenyszám   | Selejtező                  | 32-es főtábla              | Nyolcaddöntő                         | Negyeddöntő                   | Elődöntő          | Döntő             | Helyezés |
| Versenyző       | Versenyszám   | Ellenfél Eredmény          | Ellenfél Eredmény          | Ellenfél Eredmény                    | Ellenfél Eredmény             | Ellenfél Eredmény | Ellenfél Eredmény | Helyezés |
| --------------- | ------------- | -------------------------- | -------------------------- | ------------------------------------ | ----------------------------- | ----------------- | ----------------- | -------- |
| Lasse Friman    | Kisváltósúly  | erőnyerő                   | Chris Clarke (CAN) · 0-5   | kiesett                              | kiesett                       | kiesett           | kiesett           | 17.      |
| Kalevi Marjamaa | Váltósúly     | Valery Rachkov (URS) · RSC | kiesett                    | kiesett                              | kiesett                       | kiesett           | kiesett           | 28.      |
| Kalevi Kosunen  | Nagyváltósúly |                            | Juan Scassino (URU) · 4-1  | Leo Vainonen (SWE) · RSC             | Rolando Garbey (CUB) · RSC    | kiesett           | kiesett           | 5.       |
| Jorma Taipale   | Középsúly     |                            | Rufat Riszkijev (URS) · KO | kiesett                              | kiesett                       | kiesett           | kiesett           | 14.      |
| Pekka Ruokola   | Nehézsúly     |                            | erőnyerő                   | Solomon Ataga (NGR) · nem vett részt | Teófilo Stevenson (CUB) · RSC | kiesett           | kiesett           | 5.       |

## Öttusa
| Versenyző                                | Versenyszám | Lovaglás | Lovaglás | Lovaglás | Lovaglás | Vívás    | Vívás | Vívás | Lövészet | Lövészet | Lövészet | Úszás   | Úszás | Úszás | Futás   | Futás | Futás | Összesen    | Összesen |
| Versenyző                                | Versenyszám | Idő      | Bünt.    | Pont     | Hely.    | Eredmény | Pont  | Hely. | Pontszám | Pont     | Hely.    | Idő     | Pont  | Hely. | Idő     | Pont  | Hely. | Összes pont | Helyezés |
| ---------------------------------------- | ----------- | -------- | -------- | -------- | -------- | -------- | ----- | ----- | -------- | -------- | -------- | ------- | ----- | ----- | ------- | ----- | ----- | ----------- | -------- |
| Heikki Hulkkonen                         | Egyéni      | 2:28,4   | 410      | 690      | 45.      | 27–18    | 880   | 8.    | 193      | 978      | 11.      | 3:39,34 | 1120  | 24.   | 13:28,1 | 1141  | 27.   | 4809        | 35.      |
| Risto Hurme                              | Egyéni      | 1:45,2   | 0        | 1100     | 2.       | 26–19    | 856   | 9.*   | 188      | 868      | 27.      | 3:43,11 | 1088  | 31.   | 12:53,7 | 1246  | 9.    | 5158        | 11.      |
| Jussi Pelli                              | Egyéni      | 1:49,1   | 96       | 1004     | 35.      | 22–23    | 760   | 24.*  | 192      | 956      | 17.      | 3:51,67 | 1020  | 40.   | 13:11,6 | 1192  | 19.   | 4932        | 23.      |
| Heikki Hulkkonen Risto Hurme Jussi Pelli | Csapat      |          |          | 2794     | 11.      |          | 2597  | 3.    |          | 2802     | 4.       |         | 3228  | 10.   |         | 3579  | 3.    | 15000       | 7.       |

* - három másik versenyzővel azonos eredményt ért el

## Sportlövészet
Nyílt
| Versenyző        | Versenyszám           | Pont | Helyezés |
| ---------------- | --------------------- | ---- | -------- |
| Jouko Hietalahti | Sportpuska, fekvő     | 586  | 41.      |
| Jouko Hietalahti | Sportpuska, összetett | 1116 | 43.      |
| Jaakko Minkkinen | Sportpuska, összetett | 1137 | 24.      |
| Jaakko Minkkinen | Sportpuska, fekvő     | 583  | 57.      |
| Markus Remes     | Skeet                 | 188  | 35.      |
| Ari Westergård   | Skeet                 | 191  | 22.      |

## Súlyemelés
| Versenyző         | Versenyszám | Szakítás                 | Szakítás                 | Lökés                    | Lökés                    | Összesen | Helyezés |
| Versenyző         | Versenyszám | Eredmény                 | Helyezés                 | Eredmény                 | Helyezés                 | Összesen | Helyezés |
| ----------------- | ----------- | ------------------------ | ------------------------ | ------------------------ | ------------------------ | -------- | -------- |
| Arvo Ala-Pöntiö   | 75 kg       | 137,5                    | 8.*                      | 177,5                    | 5.*                      | 315,0    | 5.       |
| Juhani Avellan    | 82,5 kg     | 145,0                    | 7.                       | 185,0                    | 5.                       | 330,0    | 5.       |
| Jaakko Kailajärvi | 90 kg       | 145,0                    | 12.                      | érvényes kísérlet nélkül | érvényes kísérlet nélkül | kiesett  | kiesett  |
| Taito Haara       | 110 kg      | 160,0                    | 9.                       | 200,0                    | 10.                      | 360,0    | 10.      |
| Jouko Leppä       | +110 kg     | érvényes kísérlet nélkül | érvényes kísérlet nélkül | kiesett                  | kiesett                  | kiesett  | kiesett  |

* - egy másik versenyzővel azonos eredményt ért el

## Úszás
Férfi
| Versenyző    | Versenyszám | Előfutam | Előfutam | Előfutam | Elődöntő | Elődöntő | Elődöntő | Döntő   | Döntő    |
| Versenyző    | Versenyszám | Idő      | Hely.    | Össz.    | Idő      | Hely.    | Össz.    | Idő     | Helyezés |
| ------------ | ----------- | -------- | -------- | -------- | -------- | -------- | -------- | ------- | -------- |
| Tuomo Kerola | 100 m mell  | 1:08,22  | 5.       | 24.      | kiesett  | kiesett  | kiesett  | kiesett | kiesett  |
| Tuomo Kerola | 200 m mell  | 2:25,87  | 5.       | 18.      |          |          |          | kiesett | kiesett  |

## Vitorlázás
Nyílt
| Versenyző                                 | Versenyszám    | Futam | Futam | Futam  | Futam | Futam  | Futam  | Futam  | Pontszám | Helyezés |
| Versenyző                                 | Versenyszám    | 1     | 2     | 3      | 4     | 5      | 6      | 7      | Pontszám | Helyezés |
| ----------------------------------------- | -------------- | ----- | ----- | ------ | ----- | ------ | ------ | ------ | -------- | -------- |
| Richard Grönblom                          | Finn dingi     | 18,0  | 20,0  | (27,0) | 21,0  | 24,0   | 24,0   | 24,0   | 131,0    | 19.      |
| Rudi Biaudet Mikko Brummer                | 470-es osztály | 27,0  | 17,0  | 22,0   | 21,0  | (30,0) | 15,0   | 24,0   | 126,0    | 18.      |
| Pekka Narko Juha Siira                    | Tornádó        | 18,0  | 20,0  | 16,0   | 11,7  | 20,0   | 15,0   | (21,0) | 100,7    | 13.      |
| Matti Jokinen Reijo Laine Matti Paloheimo | Soling         | 15,0  | 25,0  | 26,0   | 23,0  | 26,0   | (33,0) | 21,0   | 134,0    | 18.      |

## Vívás
Férfi
| Versenyző                                                | Versenyszám       | Selejtező | Selejtező | Selejtező         | Selejtező | Selejtező         | Selejtező | Főtábla           | Főtábla           | Vigaszág          | Vigaszág          | Vigaszág          | Döntő             | Döntő   | Helyezés |
| Versenyző                                                | Versenyszám       | 1. kör | 1. kör    | 2. kör            | 2. kör    | 3. kör            | 3. kör    | 1. kör            | 2. kör            | 1. kör            | 2. kör            | 3. kör            | Döntő             | Döntő   | Helyezés |
| Versenyző                                                | Versenyszám       | Ellenfél Eredmény | Hely.     | Ellenfél Eredmény | Hely.     | Ellenfél Eredmény | Hely.     | Ellenfél Eredmény | Ellenfél Eredmény | Ellenfél Eredmény | Ellenfél Eredmény | Ellenfél Eredmény | Ellenfél Eredmény | Hely.   | Helyezés |
| -------------------------------------------------------- | ----------------- | --- | --------- | ----------------- | --------- | ----------------- | --------- | ----------------- | ----------------- | ----------------- | ----------------- | ----------------- | ----------------- | ------- | -------- |
| Veikko Salminen                                          | Párbajtőr, egyéni | D. csoport · Herbert Lindner (AUT) · 2-5 · Jerzy Janikowski (POL) · 4-5 · Greg Benko (AUS) · 1-5 · Jacques Ladègaillerie (FRA) · 1-5 | 5.        | kiesett           | kiesett   | kiesett           | kiesett   | kiesett           | kiesett           | kiesett           | kiesett           | kiesett           | kiesett           | kiesett | 58.      |
| Heikki Hulkkonen Risto Hurme Jussi Pelli Veikko Salminen | Párbajtőr, csapat | B. csoport · Magyarország (HUN) · 5-11 · Franciaország (FRA) · 0-8                                                                   | 3.        | kiesett           | kiesett   |                   |           | kiesett           | kiesett           |                   |                   |                   | kiesett           | kiesett | 11.      |